# Туронок, Бронислав
Бронислав Туро́нок (бел. Браніслаў Туронак, пол. Bronisław Turonek; 1896—1938) — публицист, культурный деятель белорусского национального меньшинства в межвоенной Польше.

## Биография
Бронислав Туронок родился 22 июня 1896 года в деревне Пестуны в Дисненском уезде Виленской губернии, ныне в Миорском районе Витебской области. Во время Первой мировой войны находился в эвакуации в Ярославле, где окончил гимназию. Учился на юридическом факультете Харьковского университета, в 1924 году окончил медицинский факультет Университета Стефана Батория в Вильно. Работал врачом в Вильно (1924—1928) и Дукштах (1928—1938); автор брошюры «Гігіена ўзгадавання дзіцяці» — Гигиена воспитания ребёнка (1928). В январе 1928 года женился на Марии Решать — сестре священника и профессора Язепа Решатя; отец историка Юрия Туронка.
В 1919 году с помощью местной интеллигенции открыл в окрестностях Браслава 15 белорусскоязычных школ. Один из основателей и с 1920 года председатель Белорусского студенческого союза, ответственный редактор его органа — журнала «Наш шлях» (1922—1923). В 1923—1925 годах редактор газеты «Krynica», в которой публиковал статьи о политической, социальной и культурной жизни белорусов в Польше.
В августе 1925 года был арестован, но освобождён через несколько недель под залог в 1000 злотых. Газета «Krynica» была закрыта польскими властями. Туронок решением суда был приговорён к тюремному заключению, наказание отбывал в Лукишской тюрьме в Вильно. После выхода из тюрьмы оставался под надзором полиции.
Туронок был одним из основателей и активистом Белорусского крестьянского союза и Белорусского института хозяйства и культуры (с 1926). Возглавлял виленский филиал института до своего отъезда в 1928 году.
Умер 19 сентября 1938 года в Дукштах.